# Casa Schuller din Mediaș
Casa Schuller din Mediaș este un monument istoric și de arhitectură. În clădire își are sediul filiala FDGR din municipiul Mediaș.